# Johann Jacob Hommert
Johann Jacob Hommert (auch: Johann Jakob Hommert; * 2. Januar 1756. in Osterwald bei Garbsen; † 18. Dezember 1825 in Hannover) war ein Königlich Großbritannischer und Kurfürstlich Hannoverscher, später Königlich Hannoverscher Hof- und Kammermusiker, Violinist und Organist.

## Leben
Johann Jakob Hommert war ein Sohn des Königlich Britischen und Kurfürstlich Hannoverschen Hof- und Kammermusicus und Bratschisten Johann Ernst Hommert (1717–1778), der – ebenso wie später sein Sohn – einer von zunächst nur 20 bekannten Musikern der Hofkapelle war, deren Dienst in der Musik bei Hofe bestand; in der Zeit der Personalunion zwischen Großbritannien und Hannover also im Schlossopernhaus des Leineschlosses.
Ebenfalls im Leineschloss arbeitete Johann Jakob Hommert als Organist der Schlosskirche Hannover, in der 1785 zwei Töchter des hannoverschen Bürgers, Bäckers und Bäckeramtsgenossen Johann Jobst Wagener heirateten, des Begründers der Johann-Jobst-Wagenerschen Stiftung. Eine dieser Töchter war dessen Erbin Sophie Lowisa Wagener (* 1748 in Hannover; † 1812 ebenda), die also 1785 in der Schlosskirche deren Organisten heiratete. Die Ehe „scheint kinderlos geblieben zu sein“.
Ab Oktober 1789 reiste der auch als Geiger musizierende Johann Jacob Hommert zu einer einjährigen Gastspielreise nach London, doch anstatt mit seiner frisch vermählten Ehefrau Sophie Lowisa nun mit der erstmals ab September 1787 bei dem in Hannover arbeitenden Theaterdirektor Gustav Friedrich Wilhelm Grossmann aufgetretenen Sängerin und Schauspielerin Henriette Kneisel (1767–1801), als deren Lebensgefährte Hommert nun bezeichnet wurde – die beiden trennten sich 1792 wieder.
Johann Jakob Hommert wurde im Jahr 1795 – wie zuvor auch sein Vater – in Hannover zum Königlichen Hof- und Kammermusiker ernannt. Nach der sogenannten Franzosenzeit und der Erhebung des ehemaligen Kurfürstentums zum Königreich Hannover ging Hommert am 18. April 1823 in den Ruhestand.